# Bois-d’Arcy (Yvelines)
Bois-d’Arcy település Franciaországban, Yvelines megyében. Lakosainak száma 16 225 fő (2022. január 1.). Bois-d’Arcy Montigny-le-Bretonneux, Les Clayes-sous-Bois, Fontenay-le-Fleury, Saint-Cyr-l’École és Villepreux községekkel határos.

## Népesség
A település népességének változása:
| Lakosok száma | 14 008 | 14 299 | 14 845 | 15 142 | 15 220 | 15 325 | 15 028 | 15 435 | 16 225 |
|               | 2013   | 2015   | 2016   | 2017   | 2018   | 2019   | 2020   | 2021   | 2022   |